# Ralph Ertel
Ralph Ertel (* 1972 in Crivitz) ist ein deutscher Opern-, Operetten-, Lied- und Konzertsänger in der Stimmlage Tenor.

## Leben
Der Tenor wurde 1984 Mitglied der Schweriner Singakademie. Im Jahr 1988 begann er, Gesangsunterricht am Konservatorium Schwerin zu nehmen, ab 1994 studierte er Gesang an der Hochschule für Musik und Theater Rostock.
Sein erstes Engagement führte ihn von 1999 bis 2002 an die Hamburger Kammeroper, wo er u. a. Oronte in Händels Alcina, George in Halévys Der Blitz und Ferrando in Mozarts Così fan tutte verkörperte. Die Staatstheater Stuttgart verpflichteten ihn 2001 als Prinz in der Kinderoper „Der Schweinehirt“ von Gerhard Schedl.
In Carl Orffs „Der Mond“ gastierte er als dritter Bursche bei den DomStufen-Festspielen in Erfurt. Von 2002 bis 2005 war er am Theater Osnabrück engagiert, wo er unter anderem als Knirps in Hans Werner Henzes Einakter Das Wundertheater (auf CD erhältlich), als Monostatos in Mozarts Zauberflöte, als Valzacchi in Richard Strauss’ Rosenkavalier, als Caramello in Johann Strauß’ Eine Nacht in Venedig, als Steuermann in Wagners Der fliegende Holländer und als Kemmerich und Major in der Uraufführung von Nancy Van de Vates Oper Im Westen nichts Neues zu hören war.
2006 wechselte er an das Stadttheater Bremerhaven und sang dort u. a. Pedrillo in Mozarts Entführung aus dem Serail, Pong in Puccinis Turandot, Adam in Zellers Operette Der Vogelhändler, Fritz in Offenbachs Großherzogin von Gerolstein, den Architekten in Aribert Reimanns Melusine und Severin in Weills Der Silbersee.
Seit August 2010 ist Ertel Ensemblemitglied der Oper Halle. Er singt dort u. a. Mime (Das Rheingold, Siegfried), Alwa (Lulu) und Macduff (Macbeth).
Seit 2017 ist Ralph Ertel neben seiner Tätigkeit als Opernsänger kaufmännischer Leiter der Allee Theater Stiftung gemeinnützige GmbH.

## Diskografie
- Hans Werner Henze: „Das Wundertheater“ – ARS 38 454
- Hans Gal: „Das Lied der Nacht“ – cpo 555 186-2